# Leopold Julian Kronenberg

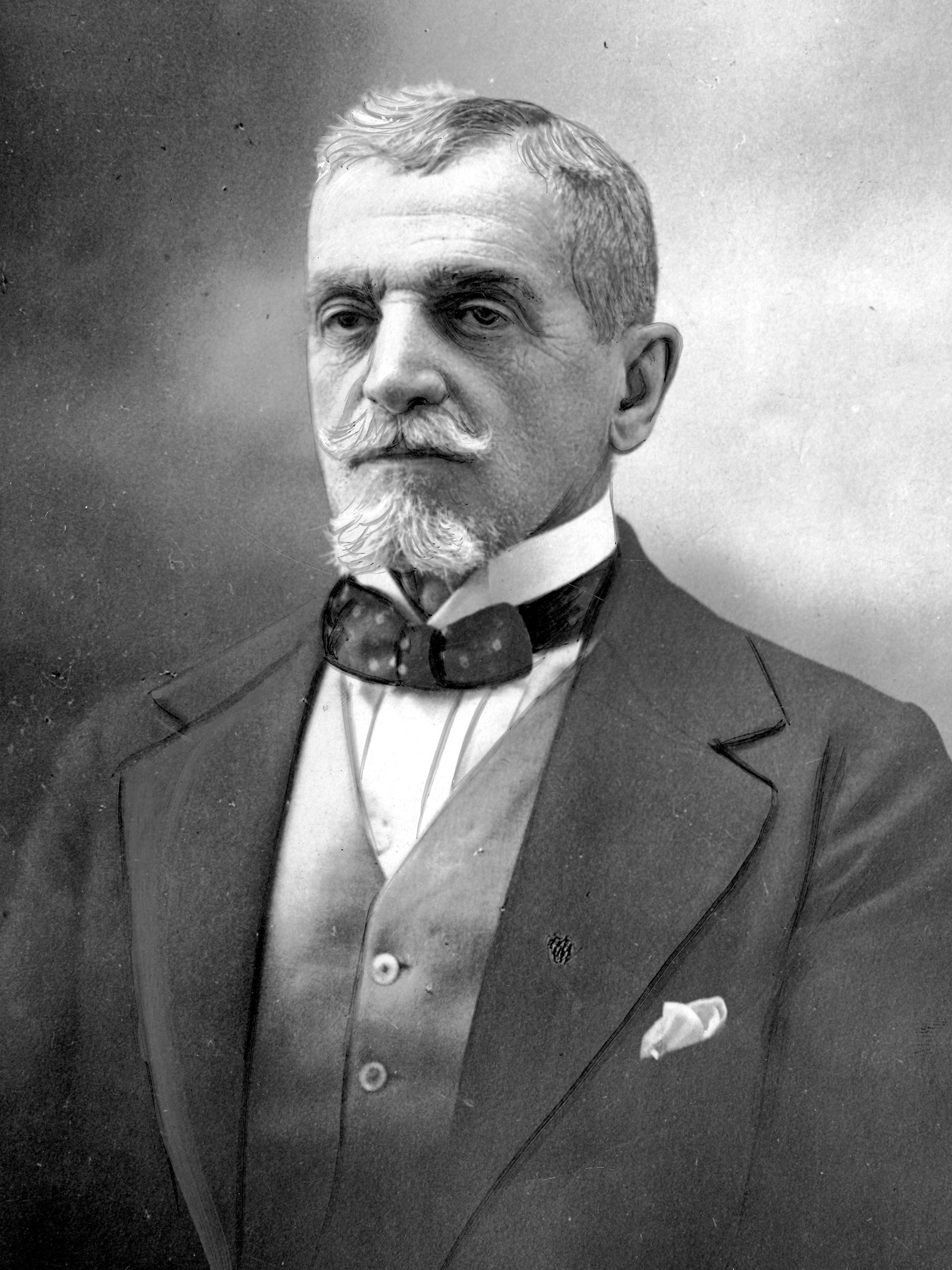
Leopold Julian Kronenberg

Baron Leopold Julian Kronenberg (* 1849 in Warschau; † 23. Februar 1937 in Warschau) war ein polnischer Bankier.

## Leben
Geboren wurde er als Sohn des Bankiers und Eisenbahners Leopold Kronenberg (1812–1878) und seiner Frau Rozalia Leo. Beide Elternteile stammten aus jüdischen Familien, die zum Protestantismus konvertierten – die Kronenbergs zum Calvinismus, Leopold Stanisław Kronenberg war sein Bruder.
Nach dem Abschluss des Gymnasiums lernte er in der Rechtsabteilung der Oberschule und begann danach das Studium der Landwirtschaft in Bonn und Poppelsdorf. Als sein Vater noch aktiv am Geschäft teilnahm, leitete Kronenberg den St. Petersburger Zweig des Warschauer Kreditinstitutes. 1887 musste er jedoch zurücktreten, da sein Bruder erkrankt war, um die Eisenbahnlinien, in die sein Bruder interessiert war, und die Warschauer Hauptbank zu leiten.
Kronenberg war aktiv in mehrere nützliche öffentliche Institutionen involviert. Er war Präsident der Gesellschaft für gegenseitige Hilfe musikalischer Künstler, ein aktives Mitglied des Polytechnischen Komitees in Warschau etc. Als Würdigung seiner angesehenen Tätigkeiten in Verbindung mit großen Geschäftstätigkeiten wurde er 1893 als Baron in den erblichen Adelsstand des Russischen Kaiserreiches erhoben.
Unter dem Pseudonym Wiejesky wurden einige wertvolle musikalische Kompositionen veröffentlicht.
Er war mit der berühmten Opernsängerin Jozefina Reszke (1855–1891) verheiratet, mit der er zwei Kinder hatte: Baron Leopold Jan Kronenberg und Baroness Jozefina Rosa (1889–1969), die letzte ihrer Familie. Er wurde auf dem Evangelisch-Reformierten Friedhof in Warschau begraben, Frau und Kinder liegen auf dem katholischen Powązki-Friedhof.